# ハーモ美術館
ハーモ美術館（ハーモびじゅつかん）は長野県諏訪郡下諏訪町の諏訪湖畔にある美術館。
産業用ロボットメーカーハーモの創業者、濱富夫とディレクター関たか子によって1990年4月に開館された。
アンリ・ルソーに代表される、純粋な視点から自由な感受性を表現したパントル・ナイーフ（素朴派）を常設展示し、個性的なコンセプトを持った美術館である。

## 館内
メインコレクション

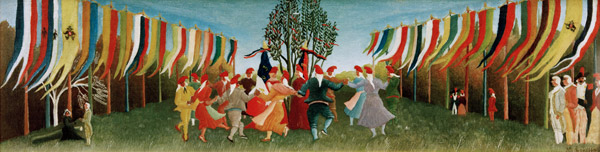
「（ラ・カルマニョール)」1893年

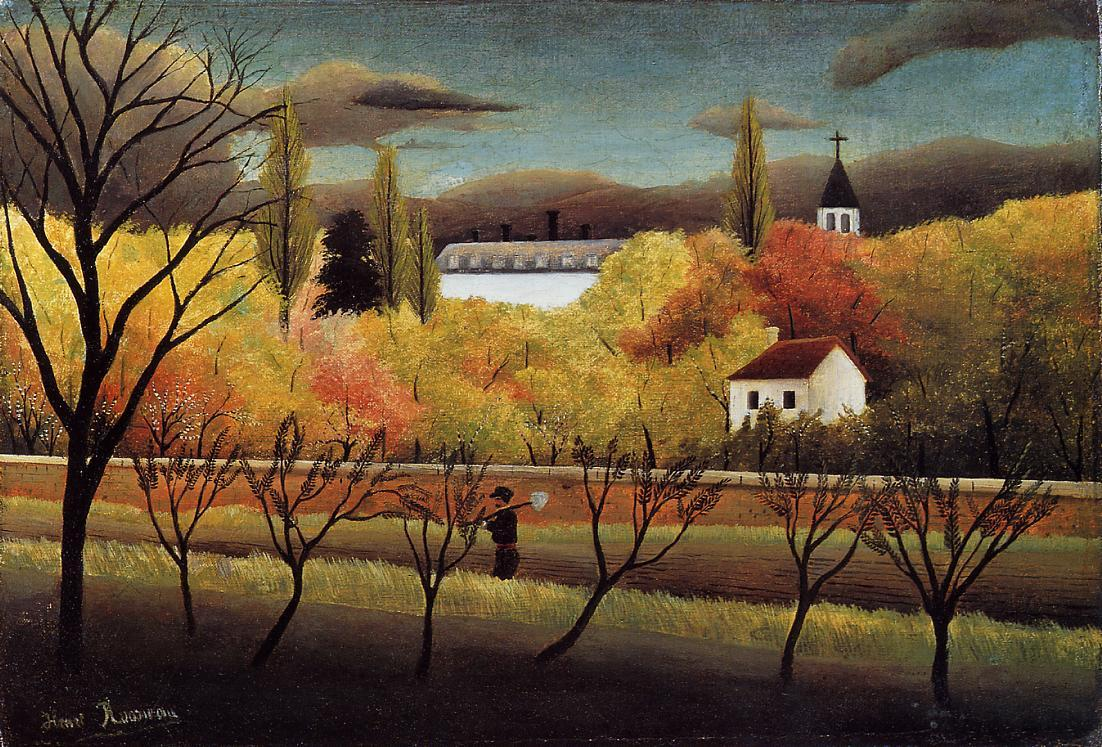
「果樹園」 1886年

- サルバドール・ダリ　- ｢時のプロフィール｣ブロンズ彫刻 館内入り口
- アンリ・ルソー - 「花」「果樹園」「郊外」「ラ・カルマニョール」など9点
- グランマ・モーゼス -「春の花々」「農作業」「道に架かる古い小屋根」など7点
- カミーユ・ボンボワ（英語版）
- アンドレ・ボーシャン
- ジョルジュ・ルオー、アンリ・マティス、ルイ・ヴィヴァン、アンリ・オトラン、ベルナール・ビュフェ、マルク・シャガール、マン・レイ、ジョアン・ミロ、ポール・アイズピリ、藤田嗣治、荻須高徳、斎藤真一など

ティーセントホール、別館、茶室「無憂華」、諏訪湖と富士山が一望できる喫茶、ミュージアムショップなどがある。

## 交通アクセス・利用案内
- 鉄道 
  - JR中央本線 下諏訪駅より徒歩18分（下諏訪町コミュニティバス「あざみ号」美術館行バス有）
- 自動車 
  - 中央自動車道 諏訪ICより 10 km（20分）、岡谷ICより 7 km（15分）
- 営業時間
  - 9時 - 17時